# Pteromalus amyntor
Pteromalus amyntor is een vliesvleugelig insect uit de familie Pteromalidae. De wetenschappelijke naam is voor het eerst geldig gepubliceerd in 1846 door Walker.